# 陆志孝
陆志孝（1540年—？），字仁卿，號浚川，浙江嘉兴府平湖县（今嘉興）人，匠籍，明朝政治人物，同进士出身。

## 生平
嘉靖三十七年（1558年）戊午科浙江乡试第十一名举人，隆庆二年（1568年）戊辰科會試第七十四名，三甲進士。授南直隶庐州府推官，有政聲。行取以不附和张居正，改刑部雲南司主事，乞侍养，改南吏部考功司，降北直霸州同知，升湖廣黄州府通判，能得士。再入刑部，一歲朝热，两审活者千计。歷任江西九江府、湖廣衡州府、福建延平府知府，皆號神君。告病歸，以荐起福建漳南道副使，不赴任。著有《寓黄集》。
陆志孝曾于万历二十六年（1598年）接替闻金和任延平府知府一职，万历三十年（1602年）由徐震接任。

## 轶事
《耳谈》记载，维扬盐商史翁，他家非常富裕，有人在麻城观察蔡公面前诬告他不遵守法令，恰好同年陆考功志孝拜访蔡公，偶然谈到这件事，史翁于是得以被释放。其实陆志孝并不认识这个人。后来转任黄州通判，打算在扬州购买妾室，为生育儿子考虑。到了一户人家，看到他家祠堂中的神主牌位，上面有“志孝”这个名字，陆志孝大为诧异，询问原因，得知就是史翁。老人出来，率领全家人围聚下拜，愿意把自己年少的女儿许配给他，史氏给他生育了两个儿子。
墓在冬青潭。

## 家族
曾祖陸伯全；祖父陸昆；父陸鮮，封封承德郎刑部雲南司主事。母胡氏。具慶下。兄志儒、志忠；弟志伊、志周。
兄陸志忠，鸿胪寺主簿